# USS Petrof Bay (CVE-80)
Авіаносець «Петроф Бей» (англ. Petrof Bay (CVE-80)) — ескортний авіаносець США часів Другої світової війни, типу «Касабланка».

## Історія створення
Авіаносець «Петроф Бей» був закладений 15 жовтня 1943 року на верфі Kaiser Shipyards у Ванкувері. Спущений на воду 5 січня 1944 року, вступив у стрій 18 лютого 1944 року.

## Історія служби
Після вступу в стрій авіаносець брав участь в десанті на о. Моротай (вересень 1944 року),  битві в затоці Лейте (жовтень 1944 року), в десантній операції в затоці Лінгаєн (о. Лусон, січень 1945 року), в битві за Іодзіму (лютий-березень 1945 року), в битві за Окінаву (квітень-червень 1945 року).
Після закінчення бойових дій корабель перевозив американських солдатів та моряків на батьківщину (операція «Magic Carpet»).
31 липня 1946 року авіаносець «Петроф Бей» був виведений в резерв. 12 червня 1955 року він був перекласифікований в допоміжний авіаносець CVU–80. 
27 червня 1958 року корабель був виключений зі списків флоту і наступного року зданий на злам.